# 罗希尼奥
罗希尼奥（義大利語：Roscigno），是意大利萨莱诺省的一个市镇。总面积14平方公里，人口878人，人口密度62.7人/平方公里（2009年）。ISTAT代码为065111。